# ブレズニク
座標: 北緯42度44分 東経22度53分 / 北緯42.733度 東経22.883度

ブレズニク
Брезникブレズニク ブルガリア内のブレズニクの位置

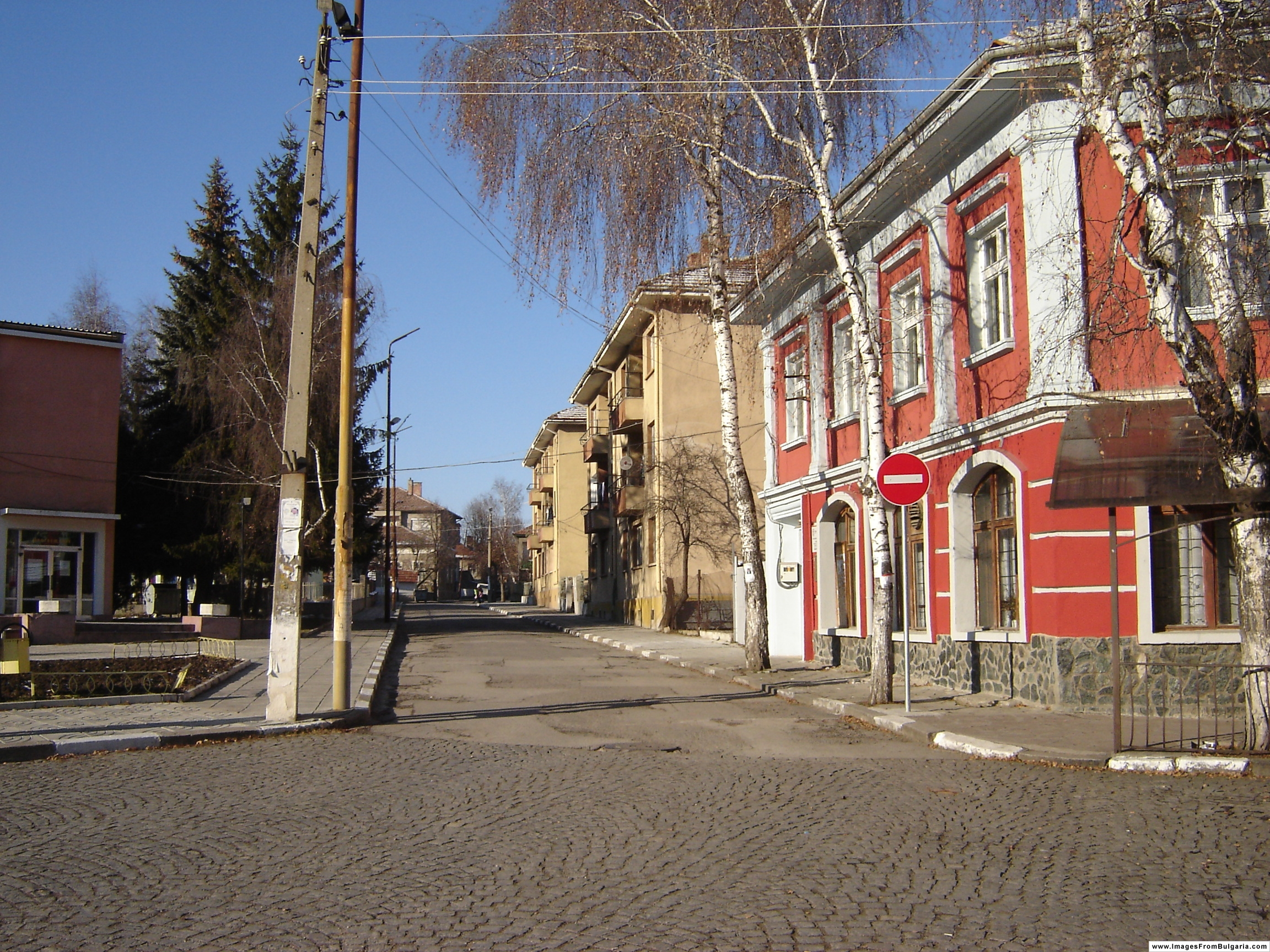
路地

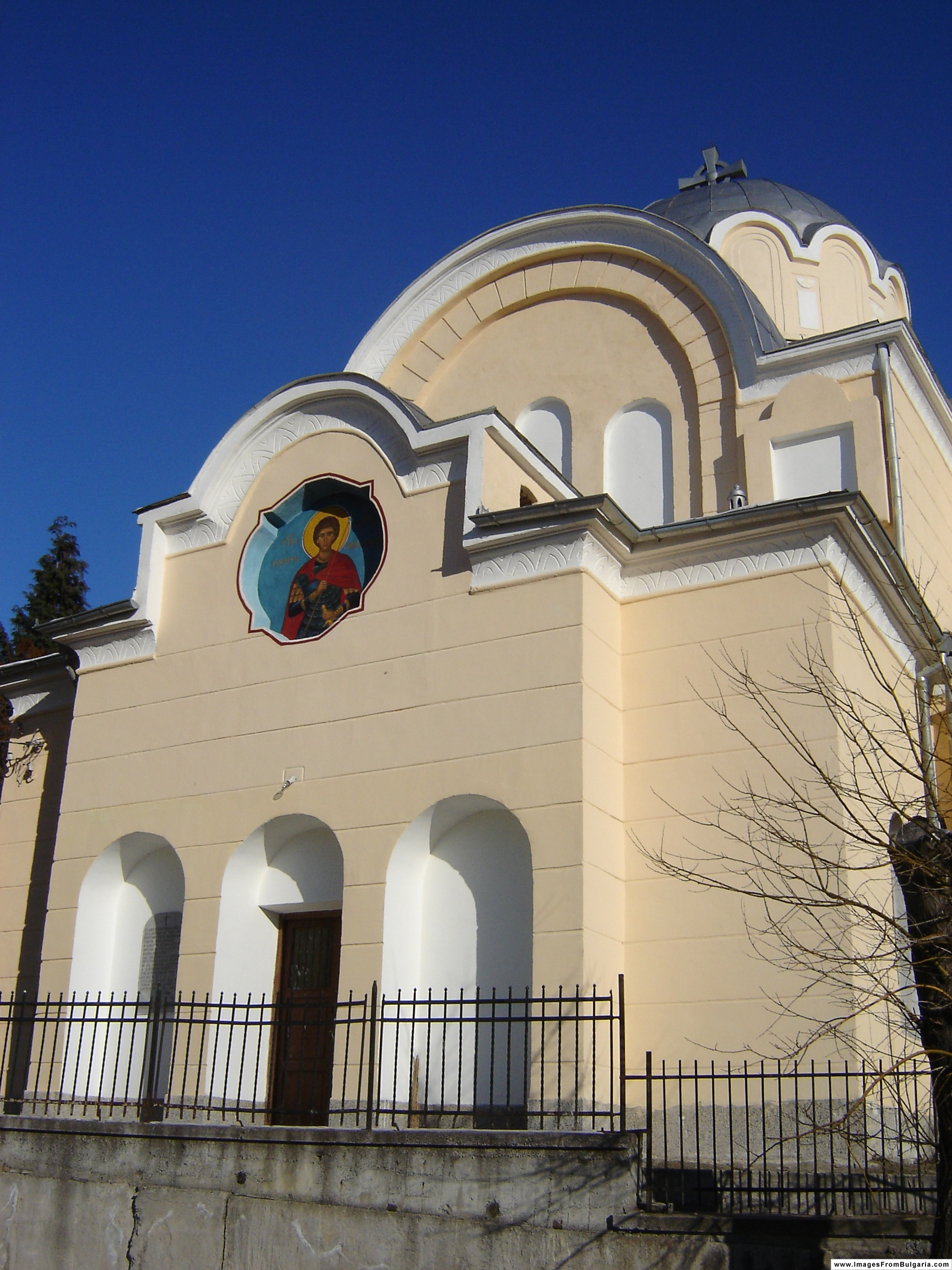
聖ニコライ聖堂

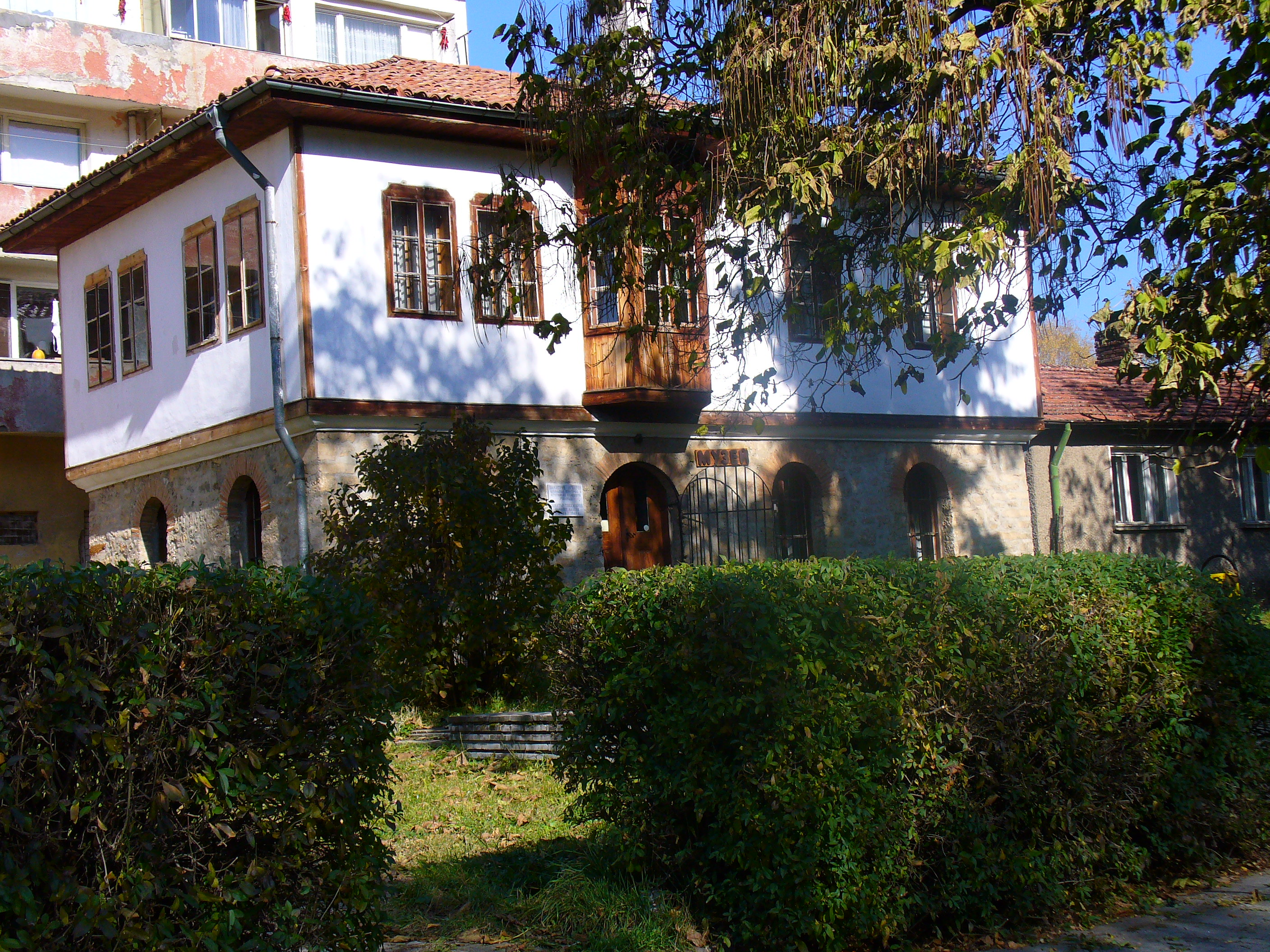
博物館

ブレズニク（ブルガリア語: Брѐзник / Breznik）はブルガリア西部の村、およびそれを中心とした基礎自治体。ペルニク州に属する。ブルガリアの首都・ソフィアからは50キロメートルにあり、付近にはバンキャやペルニクがある。
ブレズニクが初めて文献に現れるのは11世紀のイサイア物語およびブルガリア外典年代記における「БР(Ѣ)ЗНИКЪ」である。ブレズニクは当時から既に町であった。その後町は15世紀から19世紀にかけてたびたび記録に現れ、町が連続的に存在していたことを示唆している。その名前はカバの森を意味しており、カバを意味するブルガリア語「бреза / breza」に由来している。チェコの地名ブジェズニーク（Březník）と語源を同じくしている。

## ブレズニクにちなむもの
南極大陸、サウス・シェトランド諸島・グリニッジ島のブレズニク高地（Breznik Heights）は、ブレズニクにちなんで命名された。

## 町村
ブレズニク基礎自治体（Община Брезник）にはその中心であるブレズニクをはじめとする、以下の町村（集落）が存在している。
- Арзан
- Бабица
- Банище
- Бегуновци
- Билинци
- Брезник
- Брезнишки извор
- Брусник
- Велковци|
- Видрица
- Гигинци
- Гоз
- Горна Секирна
- Горни Романци
- Гърло|
- Долна Секирна
- Долни Романци
- Душинци

- Завала
- Конска
- Кошарево
- Красава
- Кривонос
- Муртинци
- Непразненци
- Ноевци
- Озърновци
- Ребро|
- Режанци
- Ръжавец
- Садовик
- Слаковци
- Сопица
- Станьовци
- Ярославци